# طبقه‌بندی فنگ
تسه یون فنگ استفاده از درجه توازی را جهت طبقه‌بندی انواع معماری کامپیوتر پیشنهاد داد. این طبقه‌بندی طبق عملیات متوالی و عملیات موازی در سطح بیت و کلمه می باشد.

## در مورد درجه توازی

### حداکثر درجه توازی
بیشترین تعداد ارقام دودویی که می‌توانند در یک واحد زمان توسط یک سیستم کامپیوتری پردازش شوند، بیشترین درجه توازی P نامیده می‌شود. اگر پردازنده‌ای در هر واحد زمان P بیت پردازش کند، آنگاه P بیشترین درجه توازی نامیده می شود.

### میانگین درجه توازی
فرض کنید i= 1، 2، 3، . . .، T چند برهه‌ی زمانی متفاوت و P 1, P 2, . . .، P T بیت‌های متناظر پردازش شده در هر یک از این بازه‌های زمانی باشد. آنگاه خواهیم داشت:
```
میانگین توازی،
```

```
P 
a
 = (P 
1
 + P 
2
 + . . . . P 
T
 )/T
```

### استفاده از پردازنده
```
استفاده از پردازنده، μ= P 
a
 /P
```

بیشترین درجه توازی به ساختار واحد حسابی و ساختار واحد منطقی وابسته است. درجه توازی بالاتر بیانگر یک عنصر پردازش بسیار موازی و یا arithmetic logic unit است. میانگین توازی به هر دو مورد سخت افزار و نرم افزار بستگی دارد. توازی میانگین بالاتر را می توان از طریق برنامه‌های همزمان و متقارن به دست آورد.

## انواع طبقه بندی
بر اساس طبقه‌بندی تسه یون فنگ، معماری کامپیوتر را می توان به چهار رده طبقه‌بندی کرد. این دسته‌بندی بر اساس نحوه پردازش محتویات ذخیره شده در حافظه است. محتویات می توانند داده و یا حتی دستورالعمل باشند.
1. کلمه سریال بیت سریال (WSBS)
2. کلمه سریال بیت موازی (WSBP)
3. کلمه موازی بیت سریال (WPBS)
4. کلمه موازی بیت موازی (WPBP)

### کلمه سریال بیت سریال (WSBS)
در ردۀ اول، یک بیت از یک کلمۀ انتخاب شده در هر زمان پردازش می شود. این نشان‌دهنده پردازش سریال است و به حداکثر و بیشترین زمان پردازش ممکن نیاز دارد.

### کلمه سریال بیت موازی (WSBP)
ردۀ بعدی در اکثر رایانه های موجود و امروزی یافت می شود و به عنوان پردازش برش کلمه‌ای نامیده می شود؛ زیرا یک کلمه از n بیت در هر زمان پردازش می‌شود. همۀ بیت های یک کلمه انتخاب شده در یک زمان پردازش می‌شوند. بیت موازی (bit parallel) به معنای تمام بیت‌های یک کلمه است.

### کلمه موازی بیت سریال (WPBS)
در این رده به دلیل این که برش m بیت در یک زمان پردازش می‌شود، به آن پردازش برش بیت گفته می‌شود. کلمه موازی (word parallel) به معنای انتخاب تمامی کلمات است. می‌توان آن را این گونه درنظر گرفت که در هر زمان یک کلمه از همه‌ی کلمات پردازش می‌شود.

### کلمه موازی بیت موازی (WPBP)
پردازش کاملاً موازی شامل پردازش همزمان یک آرایه `n × m` بیت است. این بدان معناست که هر دو کلمه `n` و بیت‌های `m` در هر کلمه به طور همزمان پردازش می‌شوند که منجر به کارآمدتر و سریعتر شدن پردازش داده‌ها می‌شود.

## محدودیت های طبقه بندی فنگ
این طبقه بندی نمی‌تواند همزمانی را در پردازنده‌های خط لوله‌ای نشان دهد، چرا که درجه موازی بودن، کنترل همزمانی را با طراحی خط لوله محاسبه نمی‌کند.

## همچنین ببینید
- Händler's Erlangen Classification System [de] (ECS)
- Flynn's taxonomy